# Microlipophrys dalmatinus
Microlipophrys dalmatinus é uma espécie de peixe pertencente à família Blenniidae.
A autoridade científica da espécie é Steindachner & Kolombatovic, tendo sido descrita no ano de 1883.

## Portugal
Encontra-se presente em Portugal, onde é uma espécie nativa.

## Descrição
Trata-se de uma espécie marinha. Atinge os 4,1 cm de comprimento total nos indivíduos do sexo masculino.